# Liang Jingkun
Liang Jingkun (chino simplificado 梁靖崑; nacido el 20 de octubre de 1996) es un jugador chino de Tenis de mesa.
Aunque ya destacó como un jugador junior de alto potencial, Liang dio un salto en su carrera en 2015 al ser sorprendentemente elegido para formar parte del equipo nacional chino en el Campeonato del mundo de tenis de mesa. Compitió en la modalidad individual y alcanzó la ronda de treintaydosavos de final (32's) siendo eliminado por su compañero de equipo Zhang Jike, que en ese momento era el vigente campeón mundial.
Ese mismo año alcanzó las semifinales en el Open de Suecia, lo que le llevó al puesto 30 en el Ranking mundial de la ITTF.
En 2018 fue integrante del equipo nacional chino en los Juegos de Asia. En cuanto a competiciones del ITTF World Tour fue finalista en el Open de Corea, siendo derrotado por el jugador local Jang Woojin, tras superar en semifinales a su compatriota Lin Gaoyuan, entonces número 5 del ranking mundial, lo que hacía aventurar éxitos mayores en el futuro. Y en noviembre de ese año obtuvo su mayor éxito internacional hasta el momento, al proclamarse ganador del Open de Austria, venciendo en la final al entonces número 2 del mundo, su compatriota Xu Xin tras haber superado en semifinales a su también compatriota Fan Zhendong, entonces número 1 del ranking mundial.
En 2019, en el primer torneo del ITTF World Tour, el Open de Hungría, fue finalista en la competición de dobles mixtos, formando pareja con Fan Zhendong, siendo derrotados en la final por la pareja integrada por los también chinos Xu Xin y Lin Gaoyuan. En febrero se proclamó campeón del ITTF World Tour Open de Portugal, venciendo en la final al entonces número 3 del mundo, su compatriota Lin Gaoyuan.
En abril fue seleccionado por la federación China para participar en el Campeonato del mundo de tenis de mesa tanto en la competición individual como en la de dobles, obteniendo una medalla de bronce (semifinalista) en cada una de sus participaciones. En la individual no llegó a la final al ser derrotado por Ma Long, vigente campeón del mundo, tras haber superado en una eliminatoria anterior a Fan Zhendong, jugador también chino y que en ese momento ocupaba el número 1 del ranking mundial. En dobles, y formando pareja con Lin Gaoyuan, igualmente se quedó a las puertas de la final al ser derrotado por la pareja también china integrada por Ma Long y Wang Chuqin, que ganaron la competición.  Estas actuaciones le situaron en el puesto 6 del Ranking mundial de la ITTF del mes de mayo, su posición más elevada hasta la fecha.
También en 2019 ganó el campeonato de Asia en la modalidad de dobles formando pareja con Lin Gaoyuan.

## Palmarés internacional
| Campeonato Mundial | Campeonato Mundial | Campeonato Mundial | Campeonato Mundial   |
| Año                | Lugar              | Medalla            | Prueba               |
| ------------------ | ------------------ | ------------------ | -------------------- |
| 2019               | Budapest           | Medalla de bronce  | Dobles masculino     |
| 2019               | Budapest           | Medalla de bronce  | Individual masculino |
| 2021               | Houston            | Medalla de bronce  | Individual masculino |
| 2021               | Houston            | Medalla de bronce  | Dobles masculino     |
| 2022               | Chengdu            | Medalla de oro     | Equipo               |